# Aranyosmeggyes község
Aranyosmeggyes község (románul: Comuna Medieșu Aurit) község Szatmár megyében, Romániában. Központja Aranyosmeggyes, beosztott falvai Józsefháza, Meggyesforduló, Meggyeshegy, Patóháza, Szamosberence, Szatmárgörbed.

## Népessége
A 2011-es népszámlálás adatai alapján a község népessége 6683 fő volt.